# Aurélio Buta
Aurélio Gabriel Ulineia Buta w skrócie Aurélio Buta (ur. 10 lutego 1997) – portugalski piłkarz pochodzenia angolskiego grający na pozycji prawego obrońcy. Od 2022 jest zawodnikiem klubu Eintracht.

## Kariera piłkarska
Swoją karierę piłkarską Buta rozpoczął w 2005 roku w klubie RD Águeda. W 2009 roku podjął treningi w SC Beira-Mar, a w 2011 roku w Benfice. W 2016 roku został zawodnikiem zespołu rezerw. Zadebiutował w nim 6 sierpnia 2016 w zremisowanym 1:1 domowym meczu z CD Cova Piedade.
Latem 2017 roku Buta został wypożyczony do belgijskiego klubu Royal Antwerp FC. Swój debiut w Royalu zaliczył 15 października 2017 w wygranym 3:0 domowym meczu z SV Zulte Waregem. W 2018 roku przeszedł do Royalu na stałe. 1 sierpnia 2020 zdobył z Royalem Puchar Belgii (wystąpił w wygranym 1:0 finale z Club Brugge).
| Sezon   | Klub             | Kraj       | Rozgrywki       | Mecze | Gole |
| ------- | ---------------- | ---------- | --------------- | ----- | ---- |
| 2015/16 | SL Benfica B     | Portugalia | LigaPro         | 29    | 2    |
| 2016/17 | SL Benfica B     | Portugalia | LigaPro         | 0     | 0    |
| 2017/18 | Royal Antwerp FC | Belgia     | Eerste klasse A | 12    | 0    |
| 2018/19 | Royal Antwerp FC | Belgia     | Eerste klasse A | 20    | 0    |
| 2019/20 | Royal Antwerp FC | Belgia     | Eerste klasse A | 28    | 2    |

## Kariera reprezentacyjna
Buta występował w młodzieżowych reprezentacjach Portugalii: U-16, U-17, U-18, U-19 i U-20.